# 稲毛隆人
稲毛 隆人（いなげ りゅうと、1991年11月9日 - ）は、香川県高松市出身のハンドボール選手。日本ハンドボールリーグの湧永製薬所属。

## 経歴
香川県立香川中央高等学校時代は2007年に日本代表U-16に選出。
2008年の全国高等学校ハンドボール選抜大会では優秀選手に選ばれた。
高校卒業後は大阪体育大学へ進学。
2014年1月に日本ハンドボールリーグの湧永製薬へ加入。
2017年9月にアイスランド1部のヴァルル・レイキャヴィークへ移籍。
2018年6月のジャパンカップで日本代表に初選出された。
2019年に古巣の湧永製薬へ復帰。

## 詳細情報

### 年度別成績
| 年       | チーム   | 試合 | フィールド 得点 | 率   | 7m  | 合計   | 警告 | 退場 | 失格 |
| -------- | -------- | ---- | --------------- | ---- | --- | ------ | ---- | ---- | ---- |
| 2013-14  | 湧永製薬 | 0    | -               | -    | -   | -      | -    | -    | -    |
| 2014-15  | 湧永製薬 | 14   | 6/14            | .429 | 0/0 | 6/14   | 0    | 0    | 0    |
| 2015-16  | 湧永製薬 | 15   | 55/72           | .764 | 0/0 | 55/72  | 5    | 4    | 0    |
| 2016-17  | 湧永製薬 | 15   | 35/59           | .593 | 0/0 | 35/59  | 4    | 0    | 0    |
| JHL：4年 | JHL：4年 | 44   | 96/145          | .662 | 0/0 | 96/145 | 9    | 4    | 0    |

### 記録

#### 日本ハンドボールリーグ
- フィールドゴール初得点：2014年11月9日、対北陸電力戦（浦添市民体育館）[7]

### 背番号
- 10 (2014年 - 2017年、2019年 - )
- 8 (2017年 - 2019年)

## 代表歴
- ジャパンカップ (2018年)
- 日韓定期戦 (2018年)
- インターナショナルマッチ (2018年)